# Kirsna
Kirsna – rzeka, prawobrzeżny dopływ Łyny o długości 26,19 km i powierzchni zlewni 118,9 km².
Rzeka przepływa przez Wysoczyznę Jeziorańsko-Bisztynecką. Płynie przez teren powiatów olsztyńskiego i lidzbarskiego, ma dwa dopływy – lewobrzeżny z Międzylesia i prawobrzeżny spod Jarandowa. Łączy szereg strug odwadniających wysoczyznę morenową. 
Dolina Kirsny wcięta jest do głębokości około 30 m. Środkowa część dorzecza zbudowana jest z piasków zwałowych porośniętych lasami. Dolna część zlewni pokryta jest utworami piaszczystymi różnego pochodzenia. Na takim podłożu występują gleby brunatne wyługowane, gleby płowe i gleby odgórnie oglejone. W strukturze użytkowania terenu zlewni przeważają lasy, występują tu również grunty orne rozdrobnione.
Nazwa rzeki wywodzi się z języka pruskiego, do słowa kirsnan, oznaczającego "czarny".